# Julia Culp
Julia Berta Culp (* 6. Oktober 1880 in Groningen, Niederlande; † 13. Oktober 1970 in Amsterdam) war eine niederländische Sängerin (Mezzosopran). Sie war als „holländische Nachtigall“ bekannt.

## Leben
Ihre Gesangskarriere begann mit einem Auftritt am 30. Dezember 1893 als 13-jähriges Mädchen im Groote Bovenzaal der Harmonie in Groningen. Oft wurde sie von ihrer Schwester Julia Bertha Culp am Piano begleitet. Ob sie bereits zu diesem Zeitpunkt Gesangsunterricht hatte, ist nicht bekannt.  Belegt ist, dass sie im Sommer 1896 am Konservatorium in Amsterdam ein Gesangsstudium aufnahm. Dort studierte sie bei Cornélie van Zanten und schloss das Studium im Jahr 1900 mit Diplom ab.
Ob sie bereits im Jahr 1901 nach Berlin übersiedelte oder erst im Zusammenhang mit der Eheschließung mit Erich Merten (Mitinhaber der Fa. Merten & Knauff, Berlin und persönlicher Attaché Kaiser Wilhelms II.) am 29. Juni 1905, ist nicht ganz sicher. Belegt ist jedoch, dass sie in Berlin bei Etelka Gerster ihre Gesangstechnik weiter ausbildete.
Von ihrem ersten Mann trennte sie sich 1918 und heiratete 1919 den Wiener Großindustriellen Baron Wilhelm G. von Ginskey.
Außer in Deutschland und den Niederlanden sang sie auch international mit großem Erfolg. Sie gilt als eine der besten Mezzosoprane ihrer Zeit.

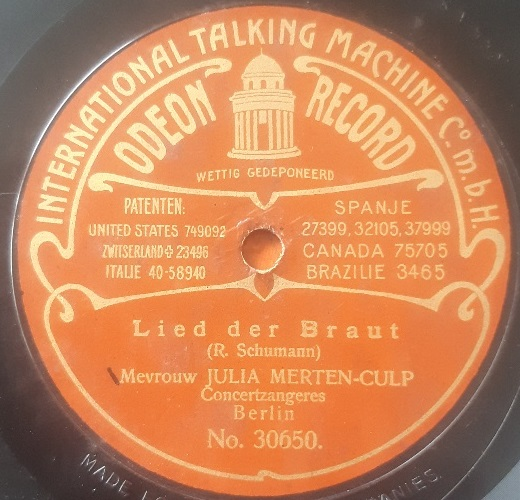
Schallplatte von Julia Culp (Amsterdam 1907)

Julia Culp hinterließ Schallplatten der Marken Odeon (Berlin 1906 und 1910, Amsterdam 1907), Anker (Berlin 1911), Grammophon (Berlin 1914), Victor (USA 1914–17 und 1924) und Electrola (Berlin 1926).